# Pachacámac (districte)
El districte de Pachacámac és un dels 43 districtes de la província de Lima, al Perú. La capital és el poble de Pachácamac, i el seu actiu principal és el jaciment arqueològic inca Pachacámac.
Pachacámac va ser trobat per Hernando Pizarro el 30 de gener de 1530 mentre buscava or i on situar la nova capital. El 1573 va ser fundada la ciutat de Santísimo Salvador de Pachacámac. El 1857 Pachacámac va quedar definit com un districte.
El districte està situat en la part del sud de la província de Lima a 75 m sobre el nivell del mar.

## Divisió política
El districte és dividit en 11 centres poblats (Centros Poblados):
- Pachacámac
- Puente Manchay
- Tambo Inga
- Pampa Flores
- Manchay Alto Lote B
- Invasion Cementerio
- Manchay Bajo
- Santa Rosa de Mal Paso
- Cardal
- Jatosisa
- Tomina